# Lourdes March
Lourdes March Ferrer es una escritora  valenciana, autora de numerosas obras de gastronomía y alimentación. 
- Algunos de sus libros han sido traducidos a diversos idiomas. Es madre de Lourdes Alcañiz, autora igualmente de tratados nutricionistas, con la que colabora en algunas ocasiones.
- Se popularizó en un programa de radio dedicado a la gastronomía que hizo en los años noventa.
- Conferenciante, que participa frecuentemente en Foros y Congresos Internacionales sobre Alimentación en: Oxford, Sogndal, Nancy, Estambul, Tokio, Osaka, Nagoya, Buenos Aires, Mendoza, etc.
- Ha realizado demostraciones gastronómicas sobre arroces y conservas en el programa de TVE «Con las manos en la masa», y obtenido en 2009 el premio Gourmand World Cookbook Awards al mejor libro sobre alimentación y cocina para niños y familia.
- Recibió en 2020 el Reconocimiento por la Denominación de Origen Arroz de Valencia, reconocimiento que se otorga a aquellas personas o entidades que con su buen hacer contribuyen a la cultura, tradición y , en definitiva, a la identidad valenciana.[1]

## Obras
Posee más de una veintena de libros relativos a alimentos típicos de la cocina española tradicional, concretamente de la zona mediterránea. Algunas de sus obras:
- La Cocina Mediterránea, (1988)
- Mis recetas de la radio, (1992)
- El arte de la cocina española, (1993)
- La cesta de la compra, (1993)
- El libro de la paella y de los arroces, (1998)
- El Libro de Las Mermeladas, Confituras, Jaleas y Licores, (1999)
- El libro del aceite y la aceituna, (2000)
- Manual de los alimentos: una guía práctica para conocer, comprar y utilizar los alimentos, (2000)
- El Arte De La Cocina Española, (2003)
- El Libro De Las Conservas, Chutneys, Hierbas Aromáticas Y Frutos Silvestres, (2010)
- Y Hoy, ¿que Les Doy?, (2010)
- Los secretos de la compra : cómo ser un experto en el mercado, ( 2016)